# Delaney Blaylock
Delaney Lamar Blaylock (nacido el 15 de enero de 1997 en Wyoming (Míchigan), USA) es un jugador de baloncesto profesional estadounidense que mide 1,96 metros y actualmente juega de escolta en el Club Baloncesto Lucentum Alicante de la Liga LEB Oro.

## Trayectoria
Natural de Wyoming (Míchigan), es un jugador formado en los Godwin Heights Wolverines de su ciudad natal, antes de ingresar en la Universidad Lewis, con el que disputaría durante cuatro temporadas la NCAA División II con los Lewis Flyers.
Tras no ser drafteado en 2019, se marcha a Europa para jugar en el Belfast Star de Irlanda del Norte.
En la temporada 2020-21, firma por el BC Odessa de la Superliga de baloncesto de Ucrania.
En la temporada 2021-22, firma por el CD Póvoa Basquetebol de la Liga Portuguesa de Basquetebol,  con el que disputó un total de 18 partidos en los que promedió 18,7 puntos, 4,7 rebotes y 1,3 asistencias por encuentro, logrando acabar como segundo máximo anotador del campeonato con 18,7 puntos por partido.
El 6 de julio de 2022, firma por el Club Baloncesto Lucentum Alicante de la liga LEB Oro de España.